# Warakui
Warakui är en ort i Burkina Faso.   Den ligger i regionen Boucle du Mouhoun, i den västra delen av landet, 240 km väster om huvudstaden Ouagadougou. Warakui ligger 267 meter över havet och antalet invånare är 549.
Terrängen runt Warakui är mycket platt. Runt Warakui är det ganska glesbefolkat, med 38 invånare per kvadratkilometer.. Närmaste större samhälle är Founa, 11,7 km sydost om Warakui.
Omgivningarna runt Warakui är en mosaik av jordbruksmark och naturlig växtlighet.